# Social Living
Social Living – siódmy album studyjny Burning Speara, jamajskiego wykonawcy muzyki reggae.
Płyta została wydana w roku 1978 przez brytyjską wytwórnię Island Records, a także przez jej oddział Mango Records. Nagrania zarejestrowane zostały w Harry J Studio w Kingston, a także częściowo w należącym do Island studiu Compass Point na Bahamach. Ich produkcją zajął się sam wokalista we współpracy z Karlem Pittersonem. Spearowi akompaniowali muzycy sesyjni z grupy The Black Disciples oraz, na jego specjalne zaproszenie, członkowie londyńskiej grupy Aswad.
Album doczekał się dwóch reedycji na płytach CD, wydanych najpierw przez Mango w roku 1993, a w rok później także przez inną brytyjską wytwórnię Blood & Fire Records. Na drugim z tych krążków znalazły się również dwa dodatkowe discomixy.
W USA album ukazał się pod nazwą Marcus' Children.

## Lista utworów

### Strona A
| 1. | "Marcus Children Suffer" | 4:39  |
|    |                          |       |
| 2. | "Social Living"          | 2:49  |
|    |                          |       |
| 3. | "Nyah Keith"             | 4:03  |
|    |                          |       |
| 4. | "Institution"            | 3:29  |
|    |                          |       |
| 5. | "Marcus Senior"          | 5:09  |
|    |                          |       |
|    |                          | 20:09 |
|    |                          |       |

### Strona B
| 1. | "Civilized Reggae"       | 7:11  |
|    |                          |       |
| 2. | "Mister Garvey"          | 4:52  |
|    |                          |       |
| 3. | "Come"                   | 3:53  |
|    |                          |       |
| 4. | "Marcus Say Jah No Dead" | 3:57  |
|    |                          |       |
|    |                          | 19:53 |
|    |                          |       |

### Dodatkowe utwory w reedycji Blood & Fire
1. "Social Living (Extended Mix)"
2. "Civilized Reggae (Extended Mix)"

## Muzycy
- Donald Griffiths – gitara
- Earl "Chinna" Smith – gitara
- Brinsley "Dan" Forde – gitara
- Donald Kinsey – gitara
- Bertram "Ranchie" McLean – gitara
- George "Levi" Oban – gitara basowa
- Robbie Shakespeare – gitara basowa
- Aston "Family Man" Barrett – gitara basowa
- Leroy "Horsemouth" Wallace – perkusja
- Angus "Drummie" Gaye – perkusja
- Sly Dunbar – perkusja
- Ibo Millington – instrumenty klawiszowe
- Hopeton Lindo – instrumenty klawiszowe
- Courtney Hemmings – instrumenty klawiszowe
- Bernard "Touter" Harvey – instrumenty klawiszowe
- Richard "Dirty Harry" Hall – saksofon tenorowy
- Herman Marquis – saksofon altowy
- Vin "Don Drummond Jr" Gordon – puzon
- Rico Rodriguez – puzon
- Dick Cuthell – trąbka
- Bobby Ellis – trąbka